# Little Shelford
Little Shelford – wieś w Anglii, w hrabstwie Cambridgeshire, w dystrykcie South Cambridgeshire. Leży 7 km na południe od miasta Cambridge i 73 km na północ od Londynu. W 2001 miejscowość liczyła 797 mieszkańców.